# Arce
Arce là một đô thị thuộc tỉnh Frosinone trong vùng Lazio nước Ý. Đô thị này có diện tích 39 km², dân số thời điểm 31 tháng 12 năm 2004 là 5976 người.
Đô thị này có làng trực thuộc: Collealto, Isoletta, Marzi, Murata, Stazione di Arce, Tramonti.
Đô thị này giáp các đô thị sau: Ceprano, Colfelice, Falvaterra, Fontana Liri, Monte San Giovanni Campano, Rocca d'Arce, San Giovanni Incarico, Strangolagalli.